# Brahmani
Brahmani (sanskrt: ब्राह्मणः brāhmaṇa) su pripadnici gornje kaste varna. Uglavnom se bave svećeničkim, učiteljskim, pravničkim poslovima i pripovijedanjem darme u Indiji. Položaj tradicionalno nasljeđuju rođenjem.
Budizam je preuzeo naziv brahman da bi označio one koji su dostigli najviši cilj i kako bi pokazao da se poštovanje ne zaslužuje rođenjem, rasom ili kastom, nego duhovnim postignućem. Kada se rabi u budističkom smislu, ovaj termin je sinonim s arahantom.